# Гимбсхайм
Гимбсхайм (нем. Gimbsheim) — община в Германии, в земле Рейнланд-Пфальц. 
Входит в состав района Альцай-Вормс. Подчиняется управлению Айх.  Население составляет 2912 человек (на 31 декабря 2010 года). Занимает площадь 17,62 км².